# Anton Graf von Monts
Graf Anton von Monts de Mazin (* 2. April 1852 in Berlin; † 18. Oktober 1930 in Haimhausen) war ein deutscher Diplomat.

## Leben und Wirken
Monts, Spross einer französischstämmigen preußischen Adelsfamilie, begann seine diplomatische Laufbahn 1886 als Botschaftssekretär in Wien, wo er bis 1890 tätig war. Es folgten Verwendungen als preußischer Gesandter in Oldenburg, bei den norddeutschen Hansestädten und Bundesstaaten sowie unter der Kanzlerschaft Leo von Caprivis als deutscher Generalkonsul in Budapest. Von 1895 bis 1902 fungierte er schließlich als preußischer Gesandter in München, bevor er im Oktober 1902 den Höhepunkt seiner Laufbahn erreichte, als er in der Nachfolge Karl von Wedels zum deutschen Botschafter für Italien in Rom berufen wurde. 
Er diente bis März 1909 in Rom. In dieser Zeit warnte er die deutsche Regierung vergeblich vor Illusionen in ihrer Italienpolitik. Mit Blick auf das sich anbahnende Abkommen von Racconigi zwischen dem Königreich Italien und dem zaristischen Russland vom Oktober 1909, in dem beide sich zur Aufrechterhaltung des status quo auf der Balkanhalbinsel verpflichteten, schrieb er in einem Brief an den Reichskanzler vom 8. Dezember 1908, dass eher mit einer „italo-russischen Entente“, als mit einer Bündnistreue Italiens im Kriegsfall zu rechnen sei. Der Hinweis blieb unbeachtet.
Über seine bald darauf erfolgende Abberufung als Botschafter zugunsten des späteren Außenministers Gottlieb von Jagow urteilte eine Freundin Monts' im Rückblick: „(Er fiel) in Ungnade, da der Kaiser nicht die Wahrheit hören wollte, sondern nur was ihm passte.“
Monts Hoffnung, zum Nachfolger von Bernhard von Bülow als Reichskanzler berufen zu werden, erfüllte sich nicht.
1908 heiratete Monts Henriette Haniel, die Witwe des verstorbenen Industriellen Eduard Haniel von Haimhausen.